# イースト・ファクトリー
株式会社イースト・ファクトリー（英社名：EAST FACTORY INC.）は、イースト・グループ・ホールディングスの連結子会社でテレビ番組とインターネット配信番組の企画制作や映画、コンテンツ、イベント企画を行う部門である。

## 概要
2018年1月にイースト・エンタテインメント（後のE&W）からテレビ番組とインターネット配信番組の制作部門を分社化して、設立された。
エンタテインメント社から、一部の地上波番組制作が移管されている。
2024年7月1日にイーストグループ内企業再編に伴いドラマ・映画を中心とする企画制作事業を主として、社名を「イースト・フィルム」へと改めた。

## 会社概要

### 所在地
- 〒107-0061 東京都港区北青山二丁目9-5

### 役員
2021年5月
- 代表取締役社長：佐久間大介
- 取締役：田中智則
- 取締役：松本彩夏（前株式会社イースト・エンタテインメント代表取締役常務）
- 執行役員：鈴木康祝
- 執行役員：河崎聡太
- 監査役：刑部雅人

### 元役員
- 代表取締役会長：富永正人
- 取締役：市村勉

## 所属スタッフ
全員、イースト・エンタテインメントから移籍。

## 主な制作実績
太字：現在放映中、これから放映される番組。

### 映画
2018年
- blank13（2月）

2019年
- MANRIKI (11月)

2021年
- その日、カレーライスができるまで（9月）
- Hitch×Hook（６月）

2023年
- スクロール（2月）

### ドラマ
2020年
- あと3回、君に会える
- ペンション・恋は桃色

2022年
- モアザンワーズ／More Than Words
- サ道

2023年
- 往生際の意味を知れ！
- 古書堂ものがたり
- さらば、銃よ　警視庁特別銃装班
- 姪のメイ
- 月とケーキ
- サ道2023SP